# Aoi Honō
Aoi Honō (アオイホノオ?  "Blåa flammor") är en självbiografisk shōnen-manga som skrivs och tecknas av Kazuhiko Shimamoto, och ges ut av Shogakukan. Serien hade premiär 2007 i magasinet Young Sunday, men när Young Sunday lades ner 2008 flyttades den till systertidningen Spirits Zokan YS Special; den flyttades sedan ännu en gång till Monthly Shōnen Sunday.
Serien handlar om Moyuru Honō, en ung man som drömmer om att bli en manga-skapare, och som studerar på Osaka University of Arts tillsammans med bland andra Hideaki Anno, Hiroyuki Yamaga och Takami Akai. Honōs upplevelser baseras på Shimamotos egna; han studerade även i verkligheten med Anno, Yamaga och Akai på Osaka-universitetet.
En J-drama-adaption sändes på TV Tokyo mellan juli och oktober 2014.